# Balatonalmádi (delregion)
Balatonalmádi (ungerska: Balatonalmádi kistérség) var en delregion i provinsen Veszprém i regionen Mellersta Transdanubien i Ungern. Huvudorten i delregionen var Balatonalmádi.

## Orter
| Alsóörs        | Balatonalmádi       | Balatonfőkajár | Balatonfűzfő | Balatonkenese |
| Balatonvilágos | Csajág              | Felsőörs       | Küngös       | Litér         |
| Lovas          | Szentkirályszabadja |                |              |               |